# Alpen Cup w biegach narciarskich 2020/2021
Alpen Cup w biegach narciarskich 2020/2021 to kolejna edycja tego cyklu zawodów. Rywalizacja rozpoczęła się 5 grudnia 2020 r. w szwajcarskim Ulrichen/Goms, a zakończyła się 14 marca 2021 r. w słoweńskiej Pokljuce.
Obrońcami tytułów byli: wśród kobiet Włoszka Ilaria Debertolis, a wśród mężczyzn Francuz Jean Tiberghien.

## Kalendarz i wyniki

### Kobiety
| Lp.             | Data                             | Miejscowość           | Dystans                              | 1. miejsce          | 2. miejsce         | 3. miejsce       |
| --------------- | -------------------------------- | --------------------- | ------------------------------------ | ------------------- | ------------------ | ---------------- |
| 1.              | 5 grudnia 2020                   | Ulrichen/Goms         | Sprint s. dowolnym                   | Nadine Fähndrich    | Antonia Fräbel     | Alisa Żambałowa  |
| 2.              | 6 grudnia 2020                   | Ulrichen/Goms         | 10 km s. dowolnym                    | Francesca Franchi   | Anna Nieczajewska  | Antonia Fräbel   |
|                 | 18 grudnia 2020                  | Valdidentro-Isolaccia | Sprint s. klasycznym                 | Odwołano            | Odwołano           | Odwołano         |
| 19 grudnia 2020 | 10 km s. klasycznym              | Valdidentro-Isolaccia | Odwołano                             | Odwołano            | Odwołano           |                  |
| 20 grudnia 2020 | 15 km s. dowolnym (start masowy) | Valdidentro-Isolaccia | Odwołano                             | Odwołano            | Odwołano           |                  |
| 18 grudnia 2020 | Formazza                         | Sprint s. klasycznym  | Odwołano                             | Odwołano            | Odwołano           |                  |
| 3.              | Formazza                         | 19 grudnia 2020       | 10 km s. klasycznym                  | Anna Comarella      | Martina Di Centa   | Sara Pellegrini  |
| 4.              | Formazza                         | 20 grudnia 2020       | 15 km s. dowolnym (start masowy)     | Ilaria Debertolis   | Ilenia Defrancesco | Anna Comarella   |
| 5.              | 6 marca 2021                     | Prémanon              | 10 km s. dowolnym                    | Coralie Bentz       | Lisa Lohmann       | Kim Hager        |
| 6.              | 7 marca 2021                     | Prémanon              | 10 km s. klasycznym (bieg pościgowy) | Coralie Bentz       | Julia Preussger    | Lisa Lohmann     |
| 7.              | 12 marca 2021                    | Pokljuka              | Sprint s. dowolnym                   | Coletta Rydzek      | Enora Latuillière  | Alina Meier      |
| 8.              | 13 marca 2021                    | Pokljuka              | 10 km s. klasycznym                  | Katherine Sauerbrey | Lisa Lohmann       | Coletta Rydzek   |
| 9.              | 14 marca 2021                    | Pokljuka              | 10 km s. dowolnym (bieg pościgowy)   | Lisa Lohmann        | Enora Latuillière  | Lydia Hiernickel |
|                 | 20 marca 2021                    | Oberwiesenthal        | Sprint s. dowolnym                   | Odwołano            | Odwołano           | Odwołano         |
| 21 marca 2021   | 15 km s. dowolnym                | Oberwiesenthal        | Odwołano                             | Odwołano            | Odwołano           |                  |

### Mężczyźni
| Lp.             | Data                             | Miejscowość           | Dystans                              | 1. miejsce          | 2. miejsce              | 3. miejsce              |
| --------------- | -------------------------------- | --------------------- | ------------------------------------ | ------------------- | ----------------------- | ----------------------- |
| 1.              | 5 grudnia 2020                   | Ulrichen/Goms         | Sprint s. dowolnym                   | Artiom Malcew       | Aleksandr Tierientjew   | Janik Riebli            |
| 2.              | 6 grudnia 2020                   | Ulrichen/Goms         | 15 km s. dowolnym                    | Artiom Malcew       | Dienis Spicow           | Mika Vermeulen          |
|                 | 18 grudnia 2020                  | Valdidentro-Isolaccia | Sprint s. klasycznym                 | Odwołano            | Odwołano                | Odwołano                |
| 19 grudnia 2020 | 15 km s. klasycznym              | Valdidentro-Isolaccia | Odwołano                             | Odwołano            | Odwołano                |                         |
| 20 grudnia 2020 | 20 km s. dowolnym (start masowy) | Valdidentro-Isolaccia | Odwołano                             | Odwołano            | Odwołano                |                         |
| 18 grudnia 2020 | Formazza                         | Sprint s. klasycznym  | Odwołano                             | Odwołano            | Odwołano                |                         |
| 3.              | Formazza                         | 19 grudnia 2020       | 15 km s. klasycznym                  | Imanol Rojo         | Irineu Esteve Altimiras | Ueli Schnider           |
| 4.              | Formazza                         | 20 grudnia 2020       | 20 km s. dowolnym (start masowy)     | Adrien Backscheider | Mirco Bertolina         | Irineu Esteve Altimiras |
| 5.              | 6 marca 2021                     | Prémanon              | 15 km s. dowolnym                    | Gérard Agnellet     | Renaud Jay              | Cédric Steiner          |
| 6.              | 7 marca 2021                     | Prémanon              | 15 km s. klasycznym (bieg pościgowy) | Cédric Steiner      | Martin Collet           | Andreas Katz            |
| 7.              | 12 marca 2021                    | Pokljuka              | Sprint s. dowolnym                   | Lucas Chanavat      | Renaud Jay              | Arnaud Chautemps        |
| 8.              | 13 marca 2021                    | Pokljuka              | 15 km s. klasycznym                  | Andreas Katz        | Friedrich Moch          | Arnaud Chautemps        |
| 9.              | 14 marca 2021                    | Pokljuka              | 15 km s. dowolnym (bieg pościgowy)   | Gérard Agnellet     | Renaud Jay              | Friedrich Moch          |
|                 | 20 marca 2021                    | Oberwiesenthal        | Sprint s. dowolnym                   | Odwołano            | Odwołano                | Odwołano                |
| 21 marca 2021   | 20 km s. dowolnym                | Oberwiesenthal        | Odwołano                             | Odwołano            | Odwołano                |                         |

## Klasyfikacje
| Lp. | Zawodniczka         | Punkty |
| --- | ------------------- | ------ |
| 1.  | Lisa Lohmann        | 519    |
| 2.  | Désirée Steiner     | 248    |
| 3.  | Coletta Rydzek      | 229    |
| 3.  | Lydia Hiernickel    | 229    |
| 5.  | Amelie Hofmann      | 217    |
| 6.  | Katherine Sauerbrey | 205    |
| 7.  | Martina Di Centa    | 201    |
| 8.  | Coralie Bentz       | 200    |
| 9.  | Enora Latuillière   | 192    |
| 10. | Julia Preussger     | 184    |
| 10. | Nadine Herrmann     | 183    |
| 12. | Lea Fischer         | 172    |
| 13. | Kim Hager           | 167    |
| 14. | Nadine Fähndrich    | 160    |
| 14. | Anna Comarella      | 160    |
| 14. | Antonia Fräbel      | 160    |

| Lp. | Zawodnik                | Punkty |
| --- | ----------------------- | ------ |
| 1.  | Arnaud Chautemps        | 290    |
| 2.  | Renaud Jay              | 263    |
| 3.  | Friedrich Moch          | 257    |
| 4.  | Cédric Steiner          | 252    |
| 5.  | Gérard Agnellet         | 243    |
| 6.  | Martin Collet           | 224    |
| 7.  | Irineu Esteve Altimiras | 220    |
| 8.  | Andreas Katz            | 199    |
| 9.  | Ueli Schnider           | 191    |
| 10. | Dajan Danuser           | 179    |
| 11. | Lucas Chanavat          | 162    |
| 12. | Théo Schely             | 161    |
| 13. | Janik Riebli            | 150    |
| 13. | Adrien Backscheider     | 150    |
| 15. | Cyril Fähndrich         | 148    |

## Wyniki Polaków

### Kobiety
| Zawodniczka         | Ulrichen/Goms 5.12 (SP F) | Ulrichen/Goms 6.12 (10 km F) | Formazza 19.12 (10 km C) | Formazza 20.12 (15 km F) | Prémanon 6.03 (10 km F) | Prémanon 7.03 (10 km C) | Pokljuka 12.03 (SP F) | Pokljuka 13.03 (10 km C) | Pokljuka 14.03 (10 km F) |
| ------------------- | ------------------------- | ---------------------------- | ------------------------ | ------------------------ | ----------------------- | ----------------------- | --------------------- | ------------------------ | ------------------------ |
| Magdalena Kobielusz | 37                        | 49                           | –                        | –                        | –                       | –                       | –                     | –                        | –                        |

### Mężczyźni
| Zawodnik            | Ulrichen/Goms 5.12 (SP F) | Ulrichen/Goms 6.12 (15 km F) | Formazza 19.12 (15 km C) | Formazza 20.12 (20 km F) | Prémanon 6.03 (15 km F) | Prémanon 7.03 (15 km C) | Pokljuka 12.03 (SP F) | Pokljuka 13.03 (15 km C) | Pokljuka 14.03 (15 km F) |
| ------------------- | ------------------------- | ---------------------------- | ------------------------ | ------------------------ | ----------------------- | ----------------------- | --------------------- | ------------------------ | ------------------------ |
| Kamil Bury          | 40                        | 36                           | –                        | –                        | –                       | –                       | –                     | –                        | –                        |
| Dawid Damian        | 95                        | 82                           | –                        | –                        | –                       | –                       | 45                    | DNF                      | –                        |
| Arkadiusz Posiadała | –                         | –                            | –                        | –                        | –                       | –                       | 60                    | 49                       | DNF                      |
| Michał Skowron      | 109                       | 94                           | –                        | –                        | –                       | –                       | –                     | –                        | –                        |
| Maciej Staręga      | 10                        | 61                           | –                        | –                        | –                       | –                       | 5                     | 36                       | 37                       |